# 759
759 (DCCLIX) var ett normalår som började en måndag i den julianska kalendern.

## Händelser

### Oktober
- 1 oktober – Frost härjar i England.[1]

### Okänt datum
- Frankerna tar Narbonne till fånga; saracenerna fördrivs ur Frankrike.

## Födda
- Alfons II av Asturien, kung av Asturien.
- Quan Deyu, kinesisk kansler.
- Wang Bo, kinesisk kansler.

## Avlidna
- Dúngal mac Amalgado, kung av Brega.
- Li Lin, kinesisk kansler.
- Oswulf, kung av Northumbria.

### Fotnoter
1. ↑  Stratton, J.M. (1969). Agricultural Records. John Baker. ISBN 0-212-97022-4